# Iugoslavia la Concursul Muzical Eurovision
Iugoslavia a participat la Concursul Muzical Eurovision de 27 de ori, debutând la concursul din 1961 și a participat până în anul 1992, când țara s-a destrămat, statele nou-formate au continuat să participe. Iugoslavia nu a participat la concursurile din anii 1977-1980 și 1985. Țara a câștigat concursul în anul 1989, prin Riva, cu piesa "Rock Me".

## Participări

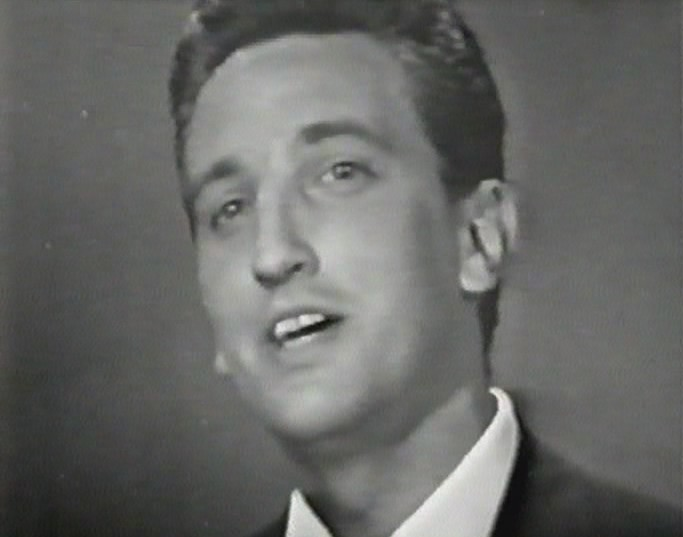
Vice Vukov la Napoli (1965)

| An   | Gazda     | Artist                           | Titlu                                             | Loc | Puncte |
| ---- | --------- | -------------------------------- | ------------------------------------------------- | --- | ------ |
| 1961 | Cannes    | Ljiljana Petrović                | Neke davne zvezde (Неке давне звезде)             | 8   | 9      |
| 1962 | Luxemburg | Lola Novaković                   | Ne pali svetla u sumrak (Не пали светла у сумрак) | 4   | 10     |
| 1963 | Londra    | Vice Vukov                       | Brodovi                                           | 11  | 3      |
| 1964 | Copenhaga | Sabahudin Kurt                   | Život je sklopio krug                             | 13  | 0      |
| 1965 | Napoli    | Vice Vukov                       | Čežnja                                            | 12  | 2      |
| 1966 | Luxemburg | Berta Ambrož                     | Brez besed                                        | 7   | 9      |
| 1967 | Viena     | Lado Leskovar                    | Vse rože sveta                                    | 8   | 7      |
| 1968 | Londra    | Luči Kapurso & Hamo Hajdarhodžić | Jedan dan                                         | 7   | 8      |
| 1969 | Madrid    | Ivan & 3M                        | Pozdrav svijetu                                   | 13  | 5      |
| 1970 | Amsterdam | Eva Sršen                        | Pridi, dala ti bom cvet                           | 11  | 4      |
| 1971 | Dublin    | Kićo Slabinac                    | Tvoj dječak je tužan                              | 14  | 68     |
| 1972 | Edinburgh | Tereza Kesovija                  | Muzika i ti                                       | 9   | 87     |
| 1973 | Luxemburg | Zdravko Čolić                    | Gori vatra                                        | 15  | 65     |
| 1974 | Brighton  | Korni Grupa                      | Moja generacija (Моја генерaција)                 | 12  | 6      |
| 1975 | Stockholm | Pepel in Kri                     | Dan ljubezni                                      | 13  | 22     |
| 1976 | Haga      | Ambasadori                       | Ne mogu skriti svoj bol                           | 17  | 10     |
| 1981 | Dublin    | Vajta                            | Leila                                             | 15  | 35     |
| 1982 | Harrogate | Aska                             | Halo Halo (Хало Хало)                             | 14  | 21     |
| 1983 | München   | Daniel                           | Džuli                                             | 4   | 125    |
| 1984 | Luxemburg | Vlado & Isolda                   | Ciao, amore                                       | 18  | 26     |
| 1986 | Bergen    | Doris Dragović                   | Željo moja                                        | 11  | 49     |
| 1987 | Bruxelles | Novi Fosili                      | Ja sam za ples                                    | 4   | 92     |
| 1988 | Dublin    | Srebrna Krila                    | Mangup                                            | 6   | 87     |
| 1989 | Lausanne  | Riva                             | Rock Me                                           | 1   | 137    |
| 1990 | Zagreb    | Tajči                            | Hajde da ludujemo                                 | 7   | 81     |
| 1991 | Roma      | Bebi Dol                         | Brazil (Вразил)                                   | 21  | 1      |
| 1992 | Malmö     | Extra Nena                       | Ljubim te pesmama (Љубим те песмама)              | 13  | 44     |

## Gazdă
| An   | Oraș   | Locație                              | Prezentatori                    |
| ---- | ------ | ------------------------------------ | ------------------------------- |
| 1990 | Zagreb | Koncertna dvorana Vatroslav Lisinski | Helga Vlahović si Oliver Mlakar |

## Notițe
- Înlocuitorul celorlalte țări din Cortina de Fier, din 1961 până în 1992, având ca excepție anul 1991. De asemenea, tot în domeniul Eurovision, restul cortinei de fier era "parte a Iugoslaviei". O decizie a fost luată: Cortina de Fier a devenit "parte a Germaniei de Vest", din 1956 spre anul în care a debutat Iugoslavia, dar și în 1977, 1978 sau în 1979.